# Себеранг Пераи
Себеранг Пераи је град у малезијској држави Пенанг. Налази се на малајском полуострву насупрот острва Пенанг, граничи се са Кедахом на северу и истоку и Пераком на југу. Његов центар града налази се у Бутервортху, док је локална власт, градско веће Себеранг Пераи, усредсређено у близини Букит Мертајама. Године 2010. Себеранг Пераи је имао 815.767 становника, што га чини другим најмногољуднијим градом у Малезији.
Првобитни део Кедаха придао је британској источноиндијској компанији крајем 18. века. Названа по британском официру, провинција Велесли је стечена да би обезбедила више пољопривредног земљишта и као одбрамбени бедем против било какве инвазије преко копна. Од тада је постао део Пенанга, који је 1867. године постао британска крунска колонија.
Себеранг Пераи је достигао значајан економски развој у наредним деценијама, након малајске независности. У Себерангу Пераи основана су масивна индустријска имања, док је пресељење главних операција луке Пенанг у Бутервортху 1974. такође подстакло градску економију. Побољшања у повезаности и транспорту олакшало је неколико великих пројеката, попут градње аутопута Север-Југ, моста Пенанг и другог моста Пенанг. Данас је Себеранг Пераи део Великог Пенанга, друге по величини конурбације у Малезији.

## Етимологија
Себеранг Пераи је првобитно назван провинцијом Велесли по Ричарду Велеслију, који је служио као гувернер Мадраса и генерални гувернер Бенгалије између 1797. и 1805. године.
Сматрало се да термин „Себеранг Пераи“ потиче од локалне фразе која се користила за северне обале реке Пераи. Име Пераи настало је од тајландске речи плаи (тај. ปลาย), што је значило крај. Када је провинција Велесли освојена од стране британске источноиндијске компаније 1800. река Пераи служила је као граница између британске провинције Велесли и Кедаха под утицајем Сијама, на северу. По томе су је мештани северне обале реке називали Себеранг Пераи, у односу на сијамску територију преко реке.

## Историја

### Рана историја
Најранији записи из историје Себеранг Пераи могу се пратити од праисторије са доказима о насељавању људи у Гуар Кепаху, јужно од реке Муде, пре око 5000 до 6000 година. Себеранг Пераи се налази између два главна важна археолошка налазишта, долине Бујанг и Сунгаи Селинсинг. На том локалитету пронађени су људски остаци, шкољке и други артефакти, што указује на насељавање подручја номадских Меланажана са Тихог океана током неолитске ере.
Себеранг Пераи је такође био део цивилизације долине Бујанг. Мегалит у Букит Мертајам, откривен 1845. године, садржи пали натпис, што значи да је рани хинду-будистички политички субјекат под Кедаховом контролом над деловима Себеранг Пераи био негде између 5. и 6. века.
Од тада је то подручје током већег дела историје Себеранг Пераи чинило део султаната Кедаха. Тек појавом британске империје у 18. веку започиње модерна историја Себеранг Пераиа.

### Британске аквизиције
Године 1786. Франсис Лајт из британске источноиндијске компаније слетео је на острво Пенанг, које је у то време такође било део султаната Кедаха. Након посредовања у споразуму са тадашњим султаном Кедаха, султаном Абдулахом Мукарамом Шахом, у вези са уступком острва Пенанг британској источноиндијској компанији, Лајт се вратио на острво 11. августа те године и полагао право на њега „у име његовог британског величанства, Краља Ђорђа III“.
Међутим, британска источноиндијска компанија споро је схватила значај залеђа преко мореуза Пенанг са острва Пенанг (тада именовано острво Принц од Велса). Трговачким бродовима који прелазе мореузом Пенанг често су претили пирати пореклом из реке Пераи. Поред тога, султанат Кедах је напао Сиам и султан Абдулах, незадовољан недостатком војне помоћи као што је обећао Лајт, окупио је своју војску у Себеранг Пераиу 1790. године како би поново заузео острво Принц од Велса. Планирани напад на амфибију осујетила је британска источноиндијска компанија која је покренула ноћне нападе на Кедахине тврђаве.
Године 1800, први поручник-гувернер острва Принц од Велса, Џорџ Лит, добио је од султана Абдулаха део Себеранг Пераиа од 1893 km² и преименовао га у провинцију Велесли. Новостечено земљиште покривало је подручје јужно од реке Пераи. Тако је у том тренутку река Пераи постала међународна граница између провинције Велесли коју контролишу Британци и Кедах. У то време, провинција Велесли је била густо пошумљена и ретко насељена, са укупно 5000 становника.
Покрајина Велесли је накнадно три пута проширена. Након сијамског освајања Кедаха 1821. године, Британци и Сијамци договорили су се 1831. године да изврше демаркацију најјужније сијамске границе са провинцијом Велесли дуж реке Муде; Британци су у ствари проширили провинцију Велесли да би обухватили подручје између реке Муде на северу и реке Пераи на југу. Источне границе провинције Велесли са Сијамом такође су описане након другог споразума из 1859. године. Коначна промена граница Пенанга извршена је 1874. године након Пангкор споразума између британске империје и Перака, који је укључивао тачку о демаркацији границе провинције Велесли са Пераком јужно од реке Кериан. Границе Пенанга су од тада остале непромењене.

### Британска владавина
Још од британске аквизиције провинције Велесли 1800. године, залеђе је део насеља Пенанг (а сада и државе). Припајање провинције Велесли дало је британској источноиндијској компанији потпуну контролу над мореузом Пенанг, као и пољопривредним залеђем и заштитном зоном ради заштите острва Принц од Велса од било какве војне инвазије преко мореуза. Такође, дозволио је британској источноиндијској компанији да сузбије гусаре на ушћу реке Пераи.
Године 1826. и провинција Велесли и острво Принц од Велса, заједно са Сингапуром и Малаком, спојени су у насеље Страитс, а Џорџтаун на острву је постао главни град. Међутим, главни град насеља Страитс је тада „пресељен“ у Сингапур 1832. године. Насеље Страитс је касније постао британска крунска колонија под директним управљањем колонијалне канцеларије у Лондону 1867. године. Као британска крунска колонија, провинцијом Велесли управљао је окружни службеник директно под управником гувернера (касније сталним саветником) Пенанга, који је заузврат био потчињен гувернеру насеља Страитс са седиштем у Сингапуру.
У међувремену, провинција Велесли наставила је да континуирано расте под британском империјом. Такође, број становништва расте због прилива малајских избеглица из краљевина Ратанакосин. Осим пиринча и поврћа, и других усева који доносе добит, попут шећера, кокоса и тапиоке, такође су узгајане у провинцији Велесли. Због обиља земље у провинцији Велесли, постала је једина област у Пенангу где су основана и имања гуме и палминог уља.
Осим пољопривреде, провинција Велесли је такође почела да служи као Пенангово саобраћајно средиште, што је и данас. Батерворт, директно насупрот Џорџтауна преко мореуза Пенанг, развијен је средином 19. века како би служио Пенанговим логистичким потребама. Трајектне услуге успостављене су између Батерворта и Џорџтауна крајем 19. века. Када је пан-малајска железница проширена у провинцији Велесли 1900-их, и Батерворт и Букит Мертајам такође су постале важне железничке крајње станице, што је довело до изградње железничких станица у овим местима.
Раст Батерворта и Букита Мертајама такође је убедио британске колонијалне власти да успоставе и регулишу локалне владе у провинцији Велесли. Године 1913. у провинцији Велесли основана су четири месна одбора: три одбора за рурални округ (северни, централни и јужни округ) као и градски одбор Батерворт. Ови локални одбори су надограђени у месна већа 1952. године; наредне године основано је и градско веће Букит Мертајам.

### Други светски рат
Током раних дана јапанске инвазије на Малају у децембру 1941. године, краљевско ратно ваздухопловство и јединице аустралијског ваздухопловства смештене су у РМАФ Батерворт. Борили су се против јапанских ваздушних нападима на Пенанг и однели велике жртве. Пошто је РМАФ Батерворт сам тешко оштећен, ове савезничке јединице морале су се повући према југу до 15. децембра.
Јапанска царска војска је потом напала провинцију Велесли са севера, 25. армија заузела је РМАФ Батерворт 20. децембра 1941. Као и на острву Пенанг, период јапанске окупације донео је много потешкоћа цивилима у провинцији Велесли; посебно озлогашен био је масакр у Сук Чингу спроведен против кинеског становништва.
Британци су провинцију Велесли ослободили у септембру 1945. године и стављени су под британску војну управу на годину дана.

### Послератна ера
Године 1946. страитска насеља су укинута, а сада одвојена крунска колонија Пенанг требала је бити спојена у малајску унију. Малајанску унију је накнадно заменила Малајска федерација 1948. године, а пуна независност је додељена 1957. године.
Након што је Малајска федерација стекла независност 1957. године, провинција Велесли преименована је у Себеранг Пераи. Градска већа Батерворт и Букит Мертајам спојена су у околна већа руралних округа 1961. године, а између 1973. и 1976, преостала три већа руралних округа спојена су у општинско веће Себеранг Пераи. На Дан Малезије 16. септембра 2019. Себеранг Пераи постао је самосталан град. Себеранг Пераиом управља јединствена локална управа, што градско веће Себеранг Пераи чини највећом локалном владом у Малезији у погледу величине земљишта.
У деценијама које су уследиле, влада државе Пенанг отворила је масовна индустријска имања у Себеранг Пераи, као што су Пераи, Мак Мандин, Букит Мертајам и Нибонг Тебал. Поред тога, лука Пенанг, која се налазила у Џорџтауну, премештена је у Батерворт 1974. године. Завршетак аутопута Север-Југ, моста Пенанг и другог моста Пенанг од стране малезијске савезне владе, заједно са неколико брзих путева које је изградила држава. побољшала је повезаност градова у Себеранг Пераи и острву Пенангу.
Ова дешавања подстакла су економију Себеранг Пераи и довела до брзе урбанизације града и његових општина. Они су такође допуњени растом нових стамбених насеља, као што су Себеранг Јаја и Јуру. Последњих година Бату Каван, где се налази други мост Пенанг, појавио се као ново средиште раста, подстакнуто великим бројем пројеката и милионима инвестиционих фондова.

## Географија
Себеранг Пераи односи се на копнени део државе Пенанг. Од острва Пенанг на западу физички је одвојен мореузом. На свом северу, река Муда чини границу Пенанга и Кедаха, док кратки део реке Кериан означава јужну границу између Пенана и Кедаха. Граница Пенанга и Перака, такође, пролази западно од тромеђа Пенанг, Кедах и Перак у реци Кериан.
Са површином од 751 km², Себеранг Пераи је готово 2,6 пута већи од острва Пенанг и нешто већи од укупне копнене масе Републике Сингапур. Себеранг Пераи је углавном раван. Његов највиши врх је брдо Букит Мертајам, надвија се над истоименим градом Букит Мертајам на 451 метар надморске висине. Брдо се сматра истакнутом знаменитошћу, као што се може видети са острва Пенанг; обратно, острво Пенанг може се видети са његовог врха.
Реке и обала Себеранг Пераи су обложене мочварама мангрова. Примери мангрових шума укључују ушће реке Пераи и слив реке Муде.

### Удаљена острва
Два приобална острва Аман и Гедунг, налазе се на јужној обали Себеранг Пераи, у оквиру дистрикта јужни Себеранг Пераи. Од два хрида, само је острво Аман слабо насељено.

### Урбана и приградска подручја
Највеће насеље Себеранг Пераиа је Батерворт, приближно 3 km источно од Џорџтауна, главног града Пенанга. Друга главна места у Себеранг Пераи укључују Букит Мертајам, Пераи, Нибонг Тебал и Бату Каван.

### Дренажа
Главне реке у Себеранг Пераи укључују реке Муда, Пераи и Кериан. Од свих река у Себеранг Пераиу, река Муда, која чини северну границу са Кедахом, вероватно је најважнија; Пенанг само из ове реке добија до 80% свог водоснабдевања. Стога су илегалне активности сече вођене узводно у месту Кедах повремено изазивале забринутост у вези са водоснабдевањем компаније Пенанг.

### Клима
Као и остатак Малезије, Себеранг Пераи има тропску прашумску климу под Кепеновом класификацијом климата, мада се такође граничи са тропском монсунском климом. Себеранг Пераи има нешто сушније услове између децембра и фебруара. У просеку има око 2477 mm падавина годишње, а најнижа је 60 mm у фебруару, док је највишa око 210 mm између августа и октобра.
Близина Пенанга до острва Суматра, Индонезија, чини га подложним честицама прашине које ветар носи из вишегодишњих, али пролазних шумских пожара, стварајући годишњи феномен познат као маглица југоисточне Азије. Сезона измаглице се обично јавља између јула и октобра.

Временске прогнозе за Себеранг Пераи служи регионална метеоролошка канцеларија Бајан Лепас на острву Пенанг, који делује као примарна временска прогноза за северно полуострво Малезије.
| Клима Пенанг                                   | Клима Пенанг | Клима Пенанг | Клима Пенанг  | Клима Пенанг  | Клима Пенанг  | Клима Пенанг  | Клима Пенанг  | Клима Пенанг  | Клима Пенанг  | Клима Пенанг   | Клима Пенанг  | Клима Пенанг  | Клима Пенанг     |
| Показатељ \ Месец                              | .Јан.        | .Феб.        | .Мар.         | .Апр.         | .Мај.         | .Јун.         | .Јул.         | .Авг.         | .Сеп.         | .Окт.          | .Нов.         | .Дец.         | .Год.            |
| ---------------------------------------------- | ------------ | ------------ | ------------- | ------------- | ------------- | ------------- | ------------- | ------------- | ------------- | -------------- | ------------- | ------------- | ---------------- |
| Максимум, °C (°F)                              | 31,6 (88,9)  | 32,2 (90)    | 32,2 (90)     | 31,9 (89,4)   | 31,6 (88,9)   | 31,4 (88,5)   | 31,0 (87,8)   | 30,9 (87,6)   | 30,4 (86,7)   | 30,4 (86,7)    | 30,7 (87,3)   | 31,1 (88)     | 31,3 (88,2)      |
| Просек, °C (°F)                                | 26,9 (80,4)  | 27,4 (81,3)  | 27,6 (81,7)   | 27,7 (81,9)   | 27,6 (81,7)   | 27,3 (81,1)   | 26,9 (80,4)   | 26,8 (80,2)   | 26,5 (79,7)   | 26,4 (79,5)    | 26,5 (79,7)   | 26,7 (80,1)   | 27,0 (80,6)      |
| Минимум, °C (°F)                               | 23,2 (73,8)  | 23,5 (74,3)  | 23,7 (74,7)   | 24,1 (75,4)   | 24,2 (75,6)   | 23,8 (74,8)   | 23,4 (74,1)   | 23,4 (74,1)   | 23,2 (73,8)   | 23,3 (73,9)    | 23,3 (73,9)   | 23,4 (74,1)   | 23,5 (74,4)      |
| Количина кише, mm (in)                         | 68,7 (2,705) | 71,7 (2,823) | 146,4 (5,764) | 220,5 (8,681) | 203,4 (8,008) | 178,0 (7,008) | 192,1 (7,563) | 242,4 (9,543) | 356,1 (14,02) | 383,0 (15,079) | 231,8 (9,126) | 113,5 (4,469) | 2.407,6 (94,787) |
| Дани са кишом (≥ 1.0 mm)                       | 5            | 6            | 9             | 14            | 14            | 11            | 12            | 14            | 18            | 19             | 15            | 9             | 146              |
| Сунчани сати — месечни просек                  | 248,8        | 233,2        | 235,3         | 224,5         | 203,6         | 202,4         | 205,5         | 188,8         | 161,0         | 170,2          | 182,1         | 209,0         | 2.464,4          |
| Извор: Национална управа за океане и атмосферу |              |              |               |               |               |               |               |               |               |                |               |               |                  |

## Влада и политика

### Локална самоуправа
Локална управа Себеранг Пераи је у надлежности градског већа Себеранг Пераи, агенције државне владе Пенанг. Са седиштем у близини Букит Мертајам, градско веће је одговорно за урбанизам, очување баштине, јавно здравље, санитарне услове, управљање отпадом, управљање саобраћајем, заштиту животне средине, контролу зграда, друштвени и економски развој и опште одржавање урбане инфраструктуре.
Градоначелника именује влада државе Пенанг на две године, док се сваки од 24 одборника именује на једногодишњи мандат. Тренутни председник градског већа Себеранг Пераи је Розали Мохамуд, који је функцију преузео 2017.

### Окрузи
Себеранг Пераи је такође подељен на три административна округа — северни, централни и јужни. Сваки округ садржи земљиште и окружне канцеларије на челу са окружним службеником. Земаљска и окружна канцеларија се бави земљишном управом и приходима; по томе се разликује од градског већа које надгледа обезбеђивање и одржавање урбане инфраструктуре.

### Државне и савезне изборне јединице
За једнодомну законодавну скупштину државе Пенанг, Себеранг Пераи је подељен у 21 државну изборну јединицу, више од половине од 40 места у целој држави. Чланови државне скупштине бирају се на дужност изборима на нивоу Пенанг, који се по договору одржавају истовремено са генералним изборима у Малезији сваких пет година.
Острво Пенанг садржи седам чланова у парламенту Малезије. Чланови парламента бирају се на општим изборима у Малезији, који се одржавају сваких пет година.
Тренутни посланици и посланички парламенти Себеранг Пераи наведени су у наставку.

### Судство
У Себеранг Пераи постоје три прекршајна суда, по један за сваки округ. Суд за прекршаје Батерворт надлежан је за северни округ, суд за прекршаје Букит Мертајам за централни округ и суд за прекршаје Јави води случајеве у оквиру јужног округа.

## Демографија
Популација по регионима(2010)
Од 2010. године, Себеранг Пераи броји 818.197 становника, што га чини другим најмногољуднијим локалним градом у Малезији након главног града савезне државе Куала Лумпур. Према истраживањима, од 2010. године Себеранг Пераи је био дом за више од 53,6% становништва Пенанга, што је мало више од броја становника истоименог острва Пенанг, другог по величини града Малезије. То је због урбанизације индустријализованијег Централног округа, који укључује Пераи, Букит Мертајам, Букит Тенгах и Букит Миниак као и округе где је економска активност повећана. С друге стране, континуирани развој Јужног округа. С друге стране, развој Јужног округа, посебно око Бату Кавана, довео је до његове брже стопе раста становништва у поређењу са северним и централним окрузима. Већина становништва Себеранг Пераија концентрисана је у Централном округу државе, док је Јужни округ најмање насељен.

### Етника
Од 2010. године, Малезијци чине око 49% становништва Себеранг Пераија, концентрисаних у Северном округу. Кинези чине око 34% становништва који већину живи у Централном округу, Јужни округ има већи удео етничких Кинеза. Више од 10,5% становништва Себеранг Пераија чине етнички Индијанци, трећа по величини етничка заједница.
Последњих година дошло је до емиграције радига из суседних земаља у Централни округ, а као резултат тога, популација странаца у овом одређеном округу надмашила је популацију Индијанаца.

## Економија
Раније је економију Себеранг Пераија традиционално покретала пољопривреда али од средине 20. века град је постао јако индустријализован. Прво индустријско имање основано је у Мак Мандину, у близини Бутерворх-а, педесетих година 20. века под вођством тадашњег главног министра Пенанга Вонг Пов Неа. Пресељење луке Пенанг у Бутервортх 1974. године и завршетак неколико путева такође су подстакли раст производње као једног од главних ослонаца Себеранг Пераија, олакшавајући транспорт робе и услуга.
Брза урбанизација Себеранг Пераи подстакла је градско тржиште да изгради нове станове посебно је Централни округ имао највише користи у погледу новоизграђених стамбених јединица због веће индустријске активности и смештаја крајњег дела моста Пенанг у оквиру наведеног округа.
Последњих година, Бату Каван, унутар Јужног округа, био је сведок масовне трансформације, а за град су планирани индустријски парк, међународно технолошко средиште и неколико других пројеката мешовитог развоја.

## Производња
Главне индустријске зоне у оквиру града Себеранг Пераи налазе се у Мак Мандину, Перају, Букит Мертајаму и Нибонг Тебалу. У централном округу, који обухвата Пераи и Букит Мертајам, забележена је већа концентрација производних активности, што га чини најиндустријализованијим округом у оквиру града Себеранг Пераи.
Неколико мултинационалних компанија и малезијских производних индустрија, укључујући Хонејвел, Сони, Мател, Пенсоник, Шхеврон и Малаввата Стил, имају седиште у Пераију, због близине луке Пенанг. Мање индустрије, попут прехрамбених производа и текстила, смештене су у копненим областима као што су Мак Мандин и Нибонг Тебал, док Букит Тенгах има значајну машинску индустрију која укључује међународна имена попут Блаупункт и Шлумбергер.
Индустријски парк Бату Каван је још једна предстојећа производна зона која привлачи мултинационалне компаније кап што су компанија Боз, Бостон и Бош.

## Трговина
Лука Пенанг пресељена је из Џорџтауна у Бутерворх 1974. године, како би проширила своје услуге слања контејнера. До данас, лука Пенанг поседује шест терминала за контењере. Извоз је довео до тога да је лука Пенанг олакшала извоз и контролу фабрика у Пераију.
Лука Пенанг превезла је више од 1,44 милиона килограма терета у 2016. години, што је чини трећом најпрометнијом луком у Малезији. Стратешки положај луке омогућио јој је услугу не само северне Малезије, већ и јужног Тајланда.

### Пољопривреда
Што се тиче коришћења земљишта, пољопривреда остаје доминантан економски сектор у Себеранг Пераију, са око 12 000 хектара земље која се користи у пољопривредне сврхе и у северном и у јужном округу. Себеранг Пераи је у прошлости служио као пољопривредна локација за пиринач јер је својствени недостатак земље на острву Пенанг захтевао избор копна за плантаже као и необрађена поља. Поред тога, Букит Мертајам је некада био познат као производни центар за гуму, каранфилић и мускатни орах.
Унутар државе Пенанг, пољопривредни сектор пропада. Овај сектор је од 2014. године допринео само 2,2% БДП-а Пенанга, док је само 2,7% радне снагебило запослено у пољопривредним занимањима у четвртом кварталу те године.

### Услуге
Себеранг Пераи се такође удвостручио у сектору услуга. Иако град није толико познат као острво Пенанг као туристичка дестинација, он има малопродајну сцену која је у развоју. Еко-туризам је још један подсектор који је недавно промовисан у оквиру града Себеранг Пераи, представљајући своје шуме мангрове.
Пре неколико година, Бату Каван се појавио као потенцијални центар за раст технолошких услуга и подсектора спољних извођача заједничких услуга, са међународним технолошким парком Пенанг.

## Малопродаја
Међу главним тржним центрима у Себеранг Пераију су Мегамал Пинанг, Сунваи Шарнивал Мал и Ше Суммит Букит Мертајам Плаза у Букит Мертајам. Од 2017. године у изградњи је још један тржни центар, ГЕМ Мал у Бутерворху који је рекламиран је као највећи тржни центар у северној Малезији.
Од 2016. године у Бату Кавану отворен је Десигн Вилеџ, највећи малезијски тржни центар, који нуди разне међународне брендове моде и додатака као што су Гап, Пиере Сардин, Падини, Адидас и Леви'с. Простире се на укупној површини од 37.161 m², Десигн Вилаџ је уједно и први тржни центар у северној Малезији.
Још једна позната структура малопродајног подсектора Себеранг Пераија је Јуруов Ауто Сити. Простор за забаву и малопродају у Јуру, садржи не само неколико продајних салона аутомобила, већ и разноврстан асортиман малопродајних објеката, угоститељских објеката и других услуга. Нека од међународних имена у Јуру Ауто Ситију укључују Ауди, Ферари, Фиат, Порше, Нандо, Старбукс, Сецрет Реципе и Субваи.
ИКЕА, највећи светски продавац намештаја, најавио је да ће отворити продавницу у Бату Кавану, чиме ће постати прво Икеино продајно место на северу Малезије.

## Превоз
Од друге половине 20. века, у Себеранг Пераију изграђено је неколико инфраструктурних пројеката, јачајући повезаност града са острвом Пенанг, као и остатком полуострва Малезије. Себеранг Пераи повезан је са острвом Пенанг железничком линијом, мостом Пенанг и другим мостом под истим нативом, од којих је последњи најдужи мост у југоисточној Азији.
Малезијска брза путна линија Север-Југ, део азијске магистрале 2, пролази кроз Себеранг Пераи, као и једини Пенангов део међудржавне железничке пруге којом управља Малајанска железница.

### Острво
Аутопут Север-Југ је главни аутопут који пролази преко развијенијег западног полуострва Малезије. Брзи пут је део азијске магистрале 2, јер је повезана са тајландским путем Пфет Касем на њеном северном крају и сингапурском путном траком на свом јужном крају. Ова брзи аутопут пролази кроз Себеранг Пераи, повезујући главна подручја, као што су Бутерворх, Себеранг Јаиа, Пераи, Јуру, Бату Каван и Нибонг Тебал, са другим градовима и местима дуж западног полуострва Малезије, јужног Тајланда и Сингапура.
Остали главни путеви и љутопутеви у оквиру Себеранг Пераја укључују спољни прстен Бутерворха који је изграђен 2000-их како би ублажио гужве у саобраћају дуж аутопута Север-Југ, пружајући возачима из Бутерворх- алтернативни пут до Пераиа према југу. У ту сврху изграђен је и мост на реци Праи, који прелази реку Пераи која раздваја Бутерворх и Пераи. Поред тога, аутопут је повезан са путем Бутерворх – Себеранг Јаиа, отвореног за саобраћај 2007. године.
Поред путева и аутопутва, железнички превоз је у историји играо виталну улогу у економији Себеранг Пераија. Први железнички путеви изграђени су 1900-их година, по први пут повезујући то подручје са остатком Малеје и олакшавајући превоз пољопривредних и рударских производа. Данас се око 34,9 км железничке пруге протеже унутар Себеранг Пераја као део пута западне обале Малајске железнице. Од шест железничких станица у Себеранг Перају, две главне станице су у Бутерворту и Букит Мертајаму, а прва нуди услуге Малајске железнице и Државне железнице Тајланда; железничка станица Бутерворха такође је једно од главних стајалишта Источног и Оријенталног експреса између Бангкока и Сингапура. Малајска железница управља међудржавном службом електричних возова дуж већег дела своје западне обале, омогућавајући путницима у возовима из Пенанга да путују до Куала Лумпура за само четири сата.
Два моста која носе исти назив „Пенанг” повезују Себеранг Пераи са острвом Пенанг. Мост Пенанг повезује Пераи и Гелугор, јужно предграђе главног града Пенанга, Џорџтаун, и завршен је 1985. У време отварања, мост је био најдужи у југоисточној Азији. 2013. године заменио га је други мост Пенанг, дугачак 24 км, на југу, који се протеже између Бату Кавана и Бату Маунг у близини југоисточног врха острва Пенанг.
Главни саобраћајни чвор, Пенанг Сентрал, изграђен је се у Бутерворту, а прва фаза пројекта, која се састоји од међуградског аутобуског терминала, изграђена је за завршетаком 2017. године. Пенанг Сентрал је стратешки смештен поред пуног терминала Султан Абдул Халим и железничке станице Бутерворх. Свеукупно, постоји осам фаза пројекта Пенанг Сентрал, који има за циљ да споји све аутобуске, железничке и путне услуге у јединствени мешовити комплекс који ће такође садржати комерцијалне, стамбене и малопродајне елементе, слично Куала Лумпур Сентрали.

### Јавни превоз
Потребе за копненим јавним превозом унутар Себеранг Пераја тренутно задовољава Рапид Пенанг, главна марка аутобуса за јавни превоз у Пенангу. Рапид Пенанг управља са 19 путних праваца јавног превоза унутар Себеранг Пераиа. Већина аутобуских линија јавног превоза полази и завршава се у Бутерворху, повезујући га са другим градовима као што су Пераи, Букит Мертајам, Нибонг Тебал и Симпанг Ампату.
Осим Рапид Пенанга, једини други аутобуски превозник јавног градског превоза је Цитилинер, који такође превози унутар Себеранг Пераиа.

### Море
Тренутно највиталнија лука на северу Малезије и једна од највећих у земљи је лука Пенанг сада управља следећим објектима око Бутерворха (називи су на енглеском језику):
- North Butterworth Container Terminal
- Butterworth Wharves
- Prai Wharves
- Vegetable oil tanker pier
- Bagan Dalam Dockyard
- Prai Bulk Cargo Terminal

Лука Пенанг превезла је више од 1,44 милиона килограма терета у 2010. години који је трећи највећи обим терета међу морским лукама у Малезији. Стратешки положај Луке омогућио јој је да служи не само северној Малезији, већ и јужном Тајланду.
Рапид Фериом, који повезује Бутерворх и Џорџ товн, управља Прасарана Малезија од 2017. године. Овај брод започео је са радом 1894. године, што гачини најстаријим путним бродом у Малезији. Тренутно шест брода плови мореузом Пенанг између путног терминала Султан Абдул Халим у Бутерворту и Џеорџ Товну.

## Шопинг
Листа шопинг центара нису транскрибована због интернационалних назива центара.
- AEON Mall Bukit Mertajam
- AEON BiG Seberang Jaya
- AEON BiG Bukit Minyak
- Aspen Vision City
- Sunway Carnival Mall
- Megamal Pinang, Prai
- Pearl City Mall
- Design Village Outlet Mall
- IKEA Batu Kawan, Penang
- Tesco Extra Seberang Perai
- Tesco Bukit Mertajam
- Tesco Kelapa Batas
- Tesco Bagan Ajam
- Summit Bukit Mertajam Plaza
- Billion Kota Permai
- Billion Seberang Jaya
- Econsave Jawi
- Econsave Butterworth
- Econsave Chain Ferry

## Здравство
- Болница Себеранг Џаја
- Болница Букит Мертајам
- Болница Сунгаи Бакап
- Болница Кепала Батас

### Приватне болнице
Специјална болница КПЈ Пенанг
Специјални центар Баган

## Спорт
- Бату Каван Стадиум
- Пенанг Голф Ресорт
- Јалан Бетек МБСП Стадиум[69]

## Едукација
Постоји неколико институција високог образовања које се налазе у Себеранг Пераију али најистакнутији су Универзитет Саинс Малаисиа Енџенеринг Кампус који се налази у Нибонг Тебалу; Унверзитет Технологије МАРА са огранцима у Пенангу и Бертаму; и Полутехнички факултет Себеранг Пераи.

## Туризам
Парк птица Пенанг у Себеранг Џаји може се похвалити колекцијом од преко 300 врста птица са огромним птичјим волијерама и први највећи парк птица ове врсте у Малезији. Популаран међу љубитељима птица, парк је изграђен у концепту уређења врта са природним рибњацима и огромном флором и неколико других дивљих животиња, укључујући јелене, рибе, фитоне и гуштере.
Популарни рекреативни парк је резерват тропских кишних шума који се простире на 37 хектара брдовитог терена, укључујући брдо Мертајам. Шума садржи дрвеће кишних шума старо више од сто година, као што су Меранти Сераиа и Меранти Рамбаи Даун. За авантуристичке планинаре постоје бројне стазе. Остале активности укључују пикник, пливање поред водопада и камповање.
Мало село Менгкуанг Тити пружа смештаје за посетиоце, што је прилика да живе са локалном малајском породицом док се упознавају са малајском културом и опуштен животни стил руралног живота. Међу активностима су брање воћа у воћњаку, посета занатском центру, демонстрација ткања Менгкуанг-мат-а, бедак сејук (традиционални козметички пудер од пиринчаног брашна) и производи од соје. ), посета бранебрана Менгкуанг и резервата мангрова Аир Итам Далам, шетња кроз плантажу гуме и плантажу уљане палме.
Букит Тамбун, мало мирно рибарско село смештено у округу Јужни Себеранг Пераи, и даље остаје рај морских плодова за домаће и стране туристе. Састоји се од ресторана с морском храном који се простиру дуж ушћа реке.
Пулау Аман је острво са обалом Букит Тамбун, смештено на југоистоку острва Пенанг. Састоји се од необичног малајског рибарског села. Острво је доступно јавности. Постоји стари бунар, Телага Емас (Златни бунар) који се налази тик уз море.
Један од најзанимљивијих места је град Нибонг Тебал који омогућује гледање кресница дуж реке Сунгаи Криан. То се може учинити касно увече бродом.
Један од главних догађаја у Себеранг Пераиу је деветница и празник Свете Ане који се одржава крајем јула сваке године у цркви Свете Ане у Букит Мертајаму, који привлачи скоро преко 100.000 ходочасника из целе земље и из суседних земаља као што су Филипини, Русија, Сингапур и Аустралија.
Недавно је нацртом локалног плана за северни Себеранг Пераи 2020. развијено неколико стаза: стаза Архео-туризам, Стаза наслеђа и Стаза за рекреацију на плажи. Архео-туристичка стаза покривала би стару утврду на Кота Куала Муди, археолошки комплекс у Сунгаи Емасу, рушевине Лангкасуке у Кота Ауру, налазиште у Гуар Кепах, храм у Перматанг Пасиру, мост Мердека, тврђава у Бумбунг Лими и гранични камен у Екор Куцингу. Стазе су тренутно у конструкцији. Узет је у обзир и саобраћајни пут како би пријекат био у складу са еко туризмом.